# Gogodala (jezik)
Gogodala (ISO 639-3: ggw; gogodara), papuanski jezik transnovogvinejske porodice sa sjeverne obale rijeke Fly i rijeke Aramia, u provinciji Western u 301 selu na Novoj Gvineji. Govori ga 10 000 (1991 UBS), pripadnika istoimenog plemena Gogodala; 22 000 (2004 SIL). Najbliži mu je ari s kojim pripada široj skupini gogodala-suki, podskupini gogodala. 

## Vanjske poveznice
- Ethnologue (14th)
- Ethnologue (15th)